# Système cristallin hexagonal

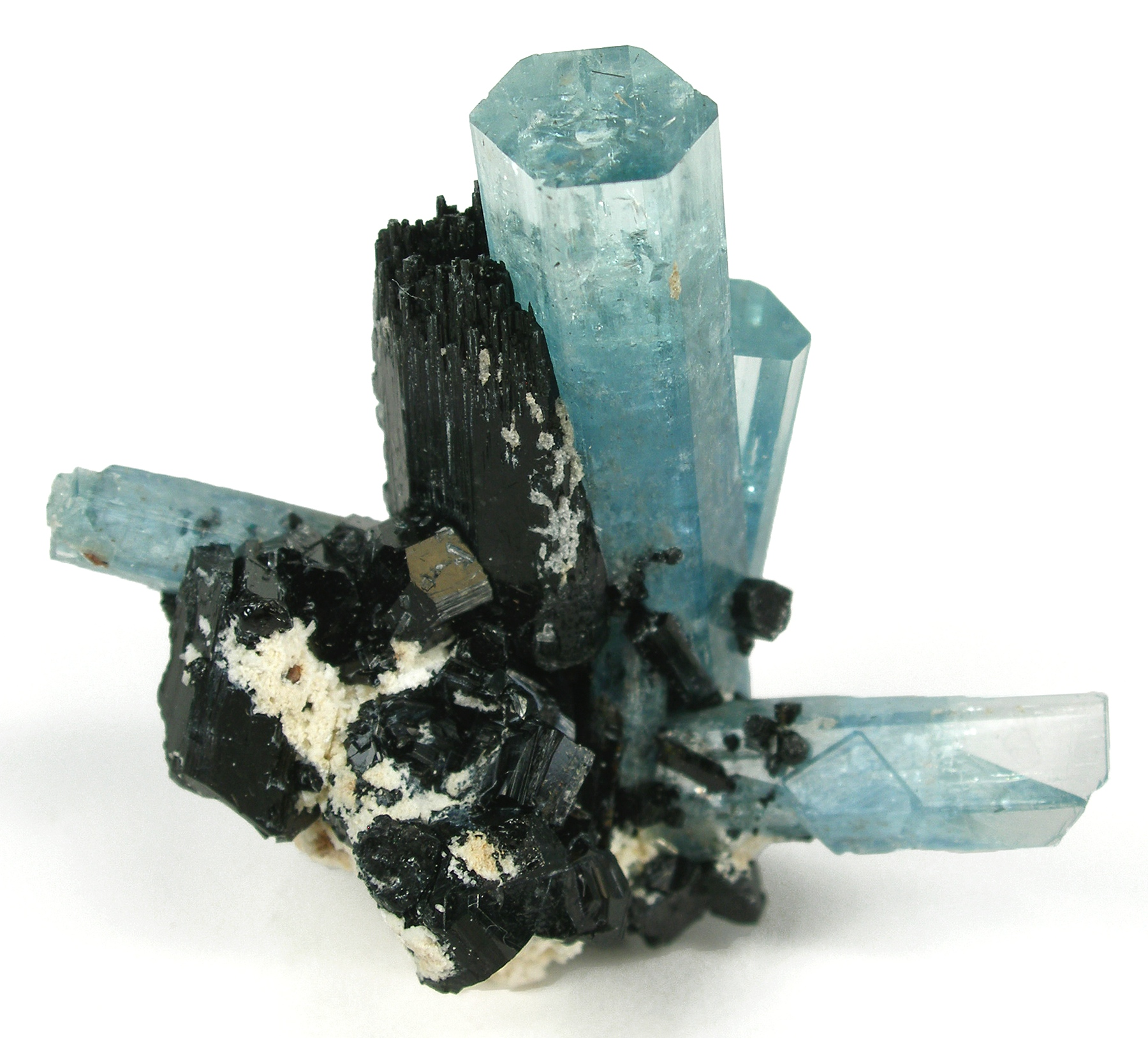
Béryl d'Erongo, en Namibie.

En cristallographie, le système cristallin hexagonal est l'une des sept catégories de classement des cristaux dans l'espace tridimensionnel sur la base de leurs symétries morphologiques et de leurs propriétés physiques. Il regroupe les cristaux de symétries 6, 6, 6/m, 622, 6mm, 6m2 et 6/mmm, selon la notation d'Hermann-Mauguin, et repose sur le système réticulaire hexagonal, dont la maille a des paramètres cristallins a = b (c indépendant), avec α = β = 90° et γ = 120°, et qui est également le réseau de Bravais sous-jacent au système cristallin trigonal, avec lequel le système cristallin hexagonal forme la famille cristalline hexagonale. Systèmes et familles cristallines sont étroitement liés et souvent confondus entre eux, mais ils ne se superposent pas.
| Réseau de Bravais  | Hexagonal |
| ------------------ | --------- |
| Symbole de Pearson | hP        |
| Maille cristalline | Hexagonal |

Tout cristal hexagonal possède un axe de rotation ou de rotoinversion senaire : 6 ou 6. Le système cristallin hexagonal est constitué des 7 groupes ponctuels tels que tous leurs groupes d'espace ont le réseau hexagonal comme réseau sous-jacent.
Le graphite est un exemple de minéral qui cristallise dans le système cristallin hexagonal.

## Liste des groupes ponctuels

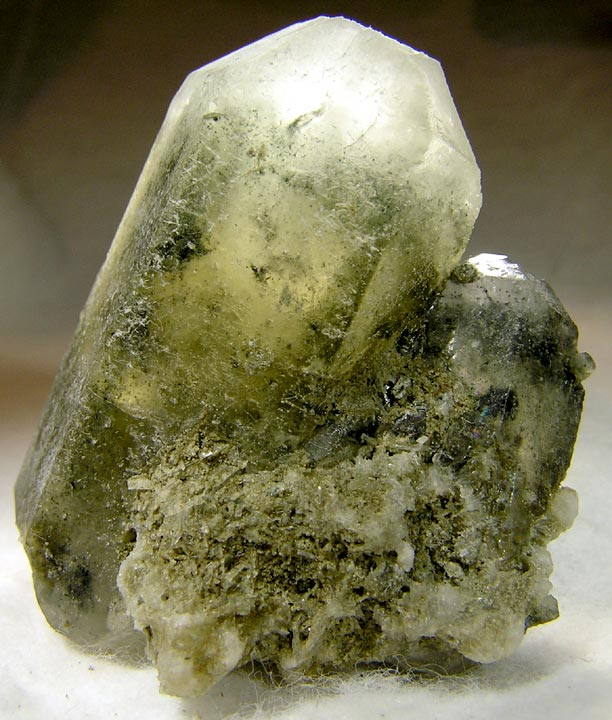
Hanksite du comté de San Bernardino, en Californie.

Les groupes ponctuels (classes cristallines) de ce système cristallin sont listés ci-dessous, ainsi que leur représentation dans les notations d'Hermann-Mauguin (ou notation internationale) et Schoenflies et des exemples de minéraux,.
| N°      | Groupe ponctuel           | Groupe ponctuel | Groupe ponctuel | Groupe ponctuel | Groupe ponctuel | Exemple                                 | Groupes d'espace                        |
| N°      | Classe (Groth)            | Intl            | Schoenflies     | Orbifold        | Coxeter         | Exemple                                 | Groupes d'espace                        |
| ------- | ------------------------- | --------------- | --------------- | --------------- | --------------- | --------------------------------------- | --------------------------------------- |
| 168-173 | Hexagonale pyramidale     | 6               | C6              | 66              | [6]+            | Néphéline, Cancrinite                   | P6, P61, P65, P62, P64, P63             |
| 174     | Trigonale dipyramidale    | 6               | C3h             | 3*              | [2,3+]          | Laurélite                               | P6                                      |
| 175-176 | Hexagonale dipyramidale   | 6/m             | C6h             | 6*              | [2,6+]          | Apatite, Vanadinite                     | P6/m, P63/m                             |
| 177-182 | Hexagonale trapézoédrique | 622             | D6              | 226             | [2,6]+          | Kalsilite, Quartz β (haute température) | P622, P6122, P6522, P6222, P6422, P6322 |
| 183-186 | Dihexagonale pyramidale   | 6mm             | C6v             | *66             | [6]             | Greenockite, Wurtzite                   | P6mm, P6cc, P63cm, P63mc                |
| 187-190 | Ditrigonale dipyramidale  | 6m2             | D3h             | *223            | [2,3]           | Bénitoïte                               | P6m2, P6c2, P62m, P62c                  |
| 191-194 | Dihexagonale dipyramidale | 6/mmm           | D6h             | *226            | [2,6]           | Béryl, TbSi2                            | P6/mmm, P6/mcc, P63/mcm, P63/mmc        |

## Hexagonal compact et hexagonal compact double

Comparaison entre empilements hexagonal compact (HCP, à droite) et hexagonal compact double (DHCP, à gauche).

Les réseaux hexagonal compact (HC, ou HCP) et hexagonal compact double (HCD, ou DHCP) sont deux des trois modes d'empilement compact de sphères identiques les plus simples, le troisième étant le réseau cubique à faces centrées (CFF, ou FCC. Contrairement à ce dernier, les réseaux HC et HCD ne sont pas des réseaux de Bravais car il existe deux ensembles non équivalents de nœuds de réseau. Ils peuvent être construits à partir du réseau de Bravais hexagonal en utilisant un motif à deux atomes, l'atome supplémentaire du réseau hexagonal compact étant situé aux coordonnées (a2, b2, c2) = ( 2⁄ 3, 1⁄ 3, 1⁄ 2).

Réseau hexagonal compact.

## Famille cristalline hexagonale

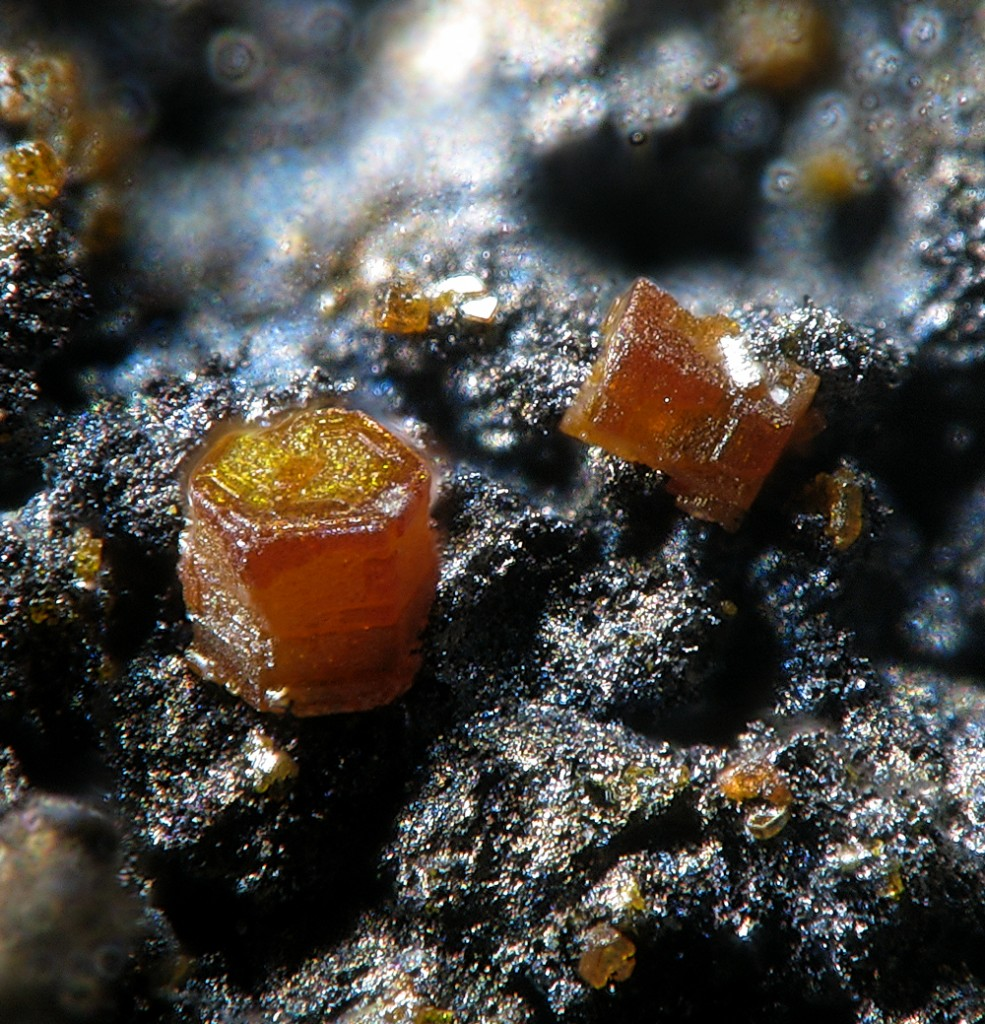
Greenockite de Tsumeb, en Namibie.

La famille cristalline hexagonale est constituée des 12 groupes ponctuels tels qu'au moins un de leurs groupes d'espace a le réseau hexagonal comme réseau sous-jacent, et est l'union du système cristallin hexagonal et du système cristallin trigonal.
| Famille cristalline | Hexagonale | Hexagonale | Hexagonale    |
| ------------------- | ---------- | ---------- | ------------- |
| Système cristallin  | Hexagonal  | Trigonal   | Trigonal      |
| Réseau de Bravais   | Hexagonal  | Hexagonal  | Rhomboédrique |
| Symbole de Pearson  | hP         | hP         | hR            |
| Maille cristalline  | Hexagonale | Hexagonale | Rhomboédrique |
| Exemples            | Béryl      | Quartz α   | Dolomite      |

52 groupes d'espace lui sont associés, qui sont exactement ceux dont le réseau de Bravais est soit hexagonal soit rhomboédrique.
| Système cristallin | Symétries minimales requises | Groupes ponctuels | Groupes d'espace | Réseaux de Bravais | Système réticulaire |
| ------------------ | ---------------------------- | ----------------- | ---------------- | ------------------ | ------------------- |
| Trigonal           | 1 axe de rotation d'ordre 3  | 5                 | 7                | 1                  | Rhomboédrique       |
| Trigonal           | 1 axe de rotation d'ordre 3  | 5                 | 18               | 1                  | Hexagonal           |
| Hexagonal          | 1 axe de rotation d'ordre 6  | 7                 | 27               | 1                  | Hexagonal           |